# Suecia verdadera

Suecia en el apogeo de su expansión territorial, luego del Tratado de Roskilde de 1658. Este mapa muestra Suecia verdadera en verde oscuro, mientras los otros grados de verde denotan diferentes dominios y posesiones.

Suecia verdadera  (o la propia Suecia) (en sueco, «Egentliga Sverige»), es un término utilizado para distinguir aquellos territorios plenamente integrados en el Reino de Suecia, en contraposición a los dominios y posesiones, o a estados asociados de Suecia. 
Concretamente significa que, desde 1353 hasta el Tratado de Fredrikshamn en 1809, la «Suecia verdadera» incluía también a Finlandia (denominada también como Österland —durante más de un siglo— en la lengua oficial del gobierno sueco). Después de 1809, sin embargo, la utilización del término se empleó para distinguir la parte occidental de la antigua mitad oriental del reino (Suecia de Finlandia). 
Las provincias meridionales de Blekinge, Escania y Halland, originariamente una parte de Dinamarca, quedó bajo soberanía de la Corona sueca por el Tratado de Roskilde en 1658, pero hasta 1719 no quedarán totalmente integradas y pasaran a formar parte de la «Suecia verdadera». 
«Suecia verdadera» es, en contraposición a «Finlandia verdadera», una referencia geográfica que ha cambiado con el tiempo, siendo esta última una provincia en el sudoeste de Finlandia que dio nombre a toda Finlandia.